# Arquebisbat de Spoleto-Norcia

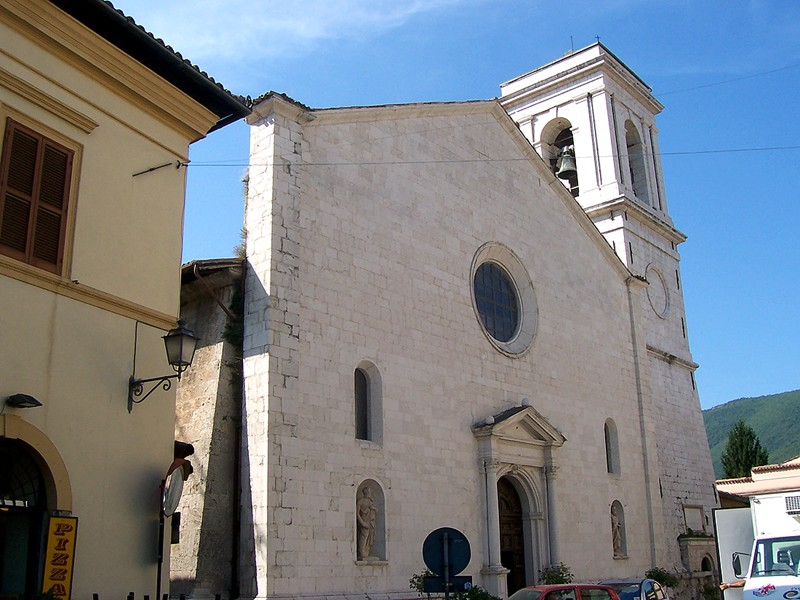
La cocatedral de Norcia

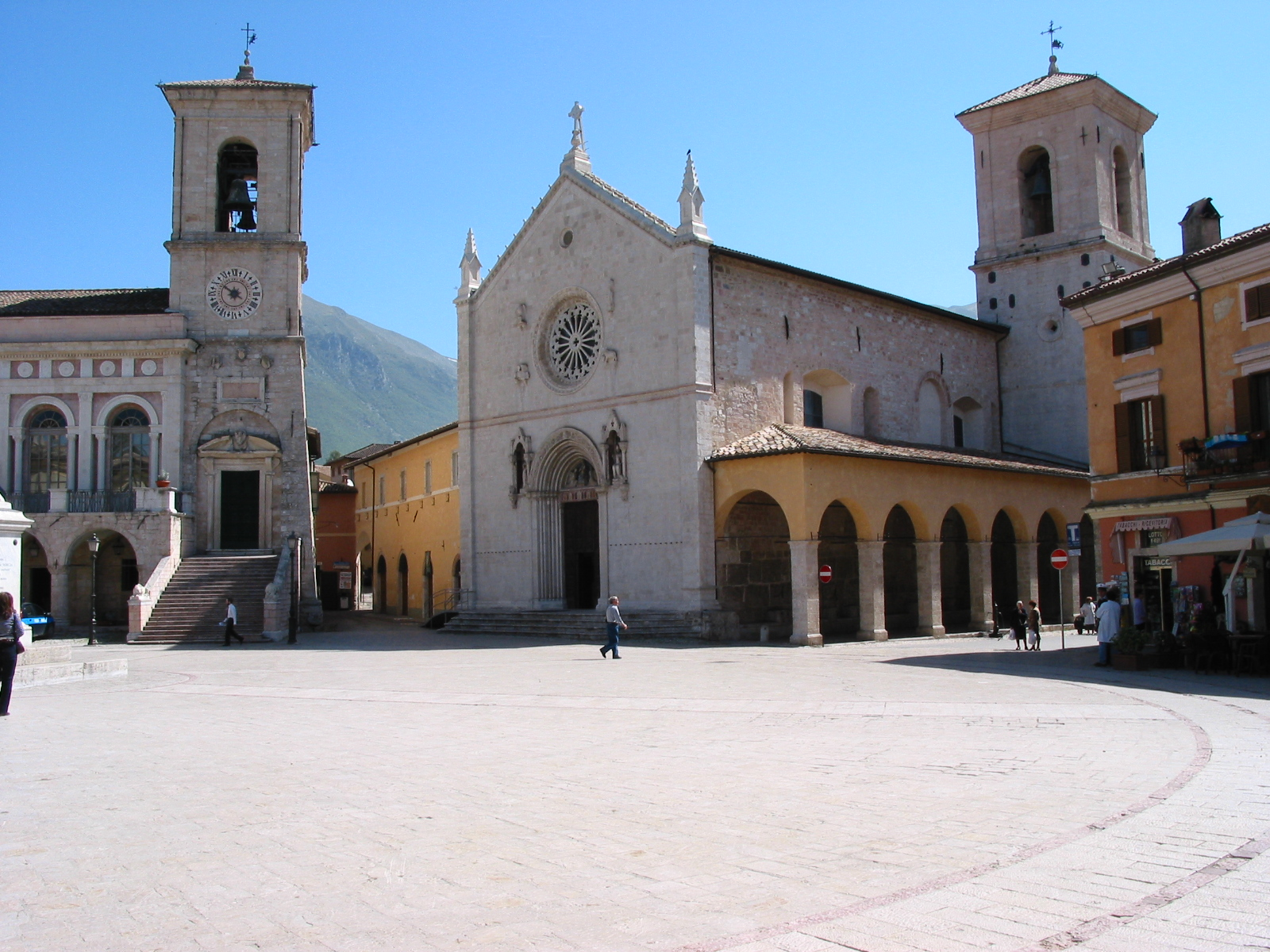
La basílica de San Benedetto a Norcia

L'arquebisbat de Spoleto-Norcia (italià: arcidiocesi di Spoleto-Norcia; llatí: Archidioecesis Spoletana-Nursina) és una seu de l'Església catòlica, Diòcesi immediatament subjecta a la Santa Seu, que pertany a la regió eclesiàstica Úmbria. El 2010 tenia 101.750 batejats d'un total 104.215 habitants. Actualment està regida per arquebisbe Renato Boccardo.

## Territori
L'arxidiòcesi comprèn vint-i-cinc municipis de les províncies de Perussa i de Terni: Spoleto, Norcia, Cascia, Bevagna, Montefalco, Gualdo Cattaneo, Giano dell'Umbria, Sellano, Trevi, Castel Ritaldi, Campello sul Clitunno, Monteleone di Spoleto, Poggiodomo, Vallo di Nera, Preci, Sant'Anatolia di Narco, Scheggino, Cerreto di Spoleto, Ferentillo, Arrone, Montefranco, Polino, Acquasparta, part del municipi de Foligno (fracció de Verchiano, Roccafranca, Curasci, Ali, Caposomiggiale, Croce di Verchiano, Crescenti, Colle di Verchiano, Camino, Croce di Roccafranca, Morro i la meitat de la fracció de Vionica) i part del municipi de Terni.
La seu arxiepiscopal és la ciutat de Spoleto, on es troba la catedral de Santa Maria Assunta. A Norcia hi ha la cocatedral de Santa Maria Argentea i la basílica menor de San Benedetto. A Cascia sorgeix la basílica menor de Santa Rita. El territori s'estén sobre 76 parròquies, agrupades en cinc vicariats: vicariato urbano, vicariato extraurbano, vicariato della Valnerina, vicariato del Clitunno i vicariato ternano.

## Història

### Seu de Spoleto
La diòcesi de Spoleto, probablement, va ser erigida al {{[segle|I}} i està vinculat a la figura del primer bisbe Sant Brizio, qui consagrarà el seu successor Giovanni. De la sèrie episcopal, compresa per molts bisbes sants, reportat als catàlegs de Spoleto dels primers sis segles, Lanzoni reconeix com històricament fiables només els següents: Lorenzo, Ceciliano, Achilleo, Spes, Amasio, Giovanni II, un Anònim (el Pietro del catàleg) i Crisanto.
En l'antiguitat, la diòcesi de Spoleto incorporaria part del territori de la suprimida diòcesi de Martana, que cita un únic bisbe del segle iv. Estudiosos posteriors han demostrat, però, que la diòcesi de Martana mai no va existir, o més aviat, que les proves de la seva existència són insuficients.
A l'alta edat mitjana es van afegir a la diòcesi de Spoleto, la diòcesi de Norcia i les de Spello, Bevagna ({{[segle|IX}}), Trevi ({{[segle|XI}}), Terni (del 760 al 1218), Rieti i part de la de Plestia.
El bisbe Andrea II va ser responsable de la consagració el gener de 1066 de la nova catedral, la construcció de la qual va ser iniciada pel bisbe Adalberto. Va dotar a la catedral de fons i beneficis i va convertir l'antiga catedral, situada fora de les muralles de la ciutat, en col·legiata Aquestes disposicions d'Andrea II van ser confirmades per Alexandre II el 1068.
El 29 d'abril de 1772, després de més de cent anys d'intents en la Cúria Romana, que va començar a 1645, amb la seu de Spoleto vacant per la mort del bisbe Vincenzo Aigua, el papa Climent XIV va sostraure del territori de l'antiga diòcesi de Spello, on hi havia cinquanta esglésies, de la diòcesi de Spoleto i l'agregà a la de Foligno.
El 15 de setembre de 1821 Spoleto va ser elevat al rang d'arxidiòcesi amb la butlla Pervetustam Episcopalium de Pius VII. L'arxidiòcesi va estar sense sufragànies, mentre continuava estant diòcesi immediatament subjecta a la Santa Seu.

### Seu de Norcia
La diòcesi de Norcia està testificada amb certesa al segle v. A la Passió de Sant Felicià, primer bisbe de Forum Flaminiii i sant patró de la diòcesi de Foligno, es diu que un grup de jueus de Norcia es va convertir al cristianisme a través de les paraules del sant bisbe, que hauria ordenat per a la seva comunitat, a la Basílica anomenada Argentea, el sacerdot Pisentius (a la primera meitat del segle iii).
En primer bisbe conegut de Norcia és Stefano, present a dos sínodes romans al 495 i al 499. De les cartes de sant Gregori el Gran, sabem que al principi del {{[segle|VII}} la seu nursina estava vacant i, pel que sembla, confiada a la cura de Crisanto, bisbe de Spoleto. Un altre bisbe va estar present al sínode romà de 680. Segons Cappelletti, les fonts del {{[segle|IX}} podrien esmentar altres dos bisbes de Norcia: un sense nom al 821 i Ragio al 861.
Després d'aquest període del que no es coneixen més bisbes nursins i a l'alta edat mitjana la seu es va fusionar amb la Diòcesi de Spoleto, sota la jurisdicció de la qual es troba al {{[segle|X}}.
El 6 de gener de 1821 es va restablir la diòcesi de Norcia amb la butlla Ad tuendam del Papa Pius VII amb territori desmembrat de la diòcesi de Spoleto; estava immediatament subjecta a la Santa Seu.

### Seu de Spoleto-Norcia
El 13 de maig de 1972 Giuliano Agresti, arquebisbe de Spoleto, va ser nomenat també bisbe de Norcia, unint així in persona episcopi les dues seus.
El 1984 la diòcesi de Norcia va cedir més de 20 parròquies al territori de les Marques a l'arxidiòcesi de Camerino.
El 30 de setembre de 1986, amb el decret Instantibus votis de la Congregació per als Bisbes, es va establir la plena unió de les diòcesis de Spoleto i Norcia i la nova circumscripció eclesiàstica assumí el seu actual nom.

## Cronologia episcopal

### Bisbes de Spoleto
- San Brizio † (segle i)
- San Giovanni † (segle i)
- San Felice † (segle ii)
- Sant'Eligio † (segle ii)
- Sant'Antimo † (176- ?)
- San Feliciano † (segle iii)
- San Saturnino † (230 - 270)
- San Sabino † (? - 303)
- San Brizio II † (? - 319)
- San Marziale † (320 - ?)
- San Ceciliano † (citat el 353/354)[6]
- Sant'Amasio (?) † (382 - 395)
- Sant'Achilleo † (citat el 419)
- Santo Spes † (primera meitat del segle v)[7]
- Sant'Amasio † (23 de maig de 476 - 23 de juliol de 489 mort)
- San Melezio † (490 - ?)
- San Giovanni II † (inici 492 - fins a 502)
- San Lorenzo † (552 - 563)[8]
- San Pietro † (563 - ?)[9]
- Crisanto † (inici 597/599 - fins a 603)
- Andrea I † (citat el 670 vers)
- Felice II † (citat el 680)
- Monaldo † (citat el 743)
- Lodegario † (747 - ?)
- Deodato † (inici desembre de 777 - fins a juliol de 781)
- Adelmo † (citat el 801)
- Sigualdo † (inici 814 - fins a 827)
- Luitario † (839 o 840 - ?)
- Pietro II † (inici 844 - fins a 861)
- Felice III † (citat el 877)
- Almarico † (citat el 886/887)
- Alberto † (citat el 916 ?)
- Romano † (citat el 963)
- Berengario ? †[10]
- Lupo † (citat el 967)
- Adalberto (Eriberto) † (citat el 1015)
- Berardo † (citat el 1028)
- Giovanni III † (citat el 1032)
- Enrico † (citat el 1049)
- Andrea II † (inici 1066 - fins a 1068)
  - Anònim † (citat el 1076) (intrú)
- Rodolfo, † (citat el 1080)
- Salomone † (citat el 1102)
- Enrico II Gualfriedi, O.S.B. † (vers 1114 - ?)
- Manualdo † (vers 1135 - ?)
- Barattale † (citat el 1144)
- Lotario † (vers 1150 - fins a 1155)
  - Viterichio † (citat el 1173) (intrus)
- Transarico † (1178 - ?)
- Matteo † (inici novembre de 1190 - d'abril de 1198 mort)
- Benedetto † (1199 - ?)
- Nicola Porta (di Castro Arquato) † (1208 - vers 1234 nomenat Patriarca de Costantinoble)
- Bartolomeo Accorombani † (1236 -1271 mort)
- Tommaso de Angelis † (1271 - 1278 mort)
- Rolando Taverna † (10 de maig de 1278 - 3 d'abril de 1285 mort)
- Paperone de' Paperoni, O.P. † (21 de juliol de 1285 - 1290 mort)
- Gerardo † (4 de març de 1290 - 28 de març de 1295 nomenat bisbe de Arras)
- Francesco, O.F.M. † (28 de març de 1295 - 1299 mort)
- Niccolò Alberti, O.P. † (1 de juliol de 1299 - 18 de desembre de 1303 nomenat cardenal bisbe d'Òstia)
- Giovanni di Preneste † (23 de desembre de 1303 - 1307 mort)
- Pietro di Montichiello † (6 de maig de 1307 - 1320 mort)
- Bartolomeo de' Bardi, O.E.S.A. † (27 de febrer de 1320 - fins a 4 de juliol de 1344 mort)
  - Pietro † (1346 - ?) (bisbe electe)
- Giovanni † (23 d'octubre de 1349 - fins a 21 de març de 1369 mort)
- Bernard de' Bonneval † (10 de febrer de 1371 - 18 de juliol de 1371 nomenat bisbe de Bolonya)
- Giacomo Muti † (18 de juliol de 1371 - 1372 ? mort)[11]
- Galard de' Paleyrac de' Bellovide, O.E.S.A. † (24 de novembre de 1372 - 1378 deposat)
  - Ferdinando † (1379 - 1390 renuncià) (administrador apostòlic)
- Lorenzo Corvini † (29 de novembre de 1390 - 1 de setembre de 1403 mort)
  - Carlo, O.S.B. † (31 d'octubre de 1403 - ?) (bisbe electe)
- Agostino Cacciaguerra † (27 de febrer de 1404 - 1410 mort)
- Iacopo Palladini † (18 de juliol de 1410 - 1417 mort)
- Nicola Viviari † (1417 - 1 de febrer de 1419 nomenat bisbe de Chieti)
- Giacomo di Campli † (1 de febrer de 1419 - 7 de juliol de 1424 nomenat bisbe de Carpentras)
- Giacomo Bucci di Cave † (7 de juliol de 1424 - 11 de novembre de 1424 ? mort)
- Lotto Sardi † (21 de maig de 1427 - 1445 mort)
- Sagace de' Conti † (30 de maig de 1446 - 1448 mort)
- Berardo Eroli † (13 de novembre de 1448 - 8 de desembre de 1474 renuncià)
- Costantino Eroli † (8 de desembre de 1474 - 1500 mort)
- Francesco Eroli † (1500 - 1540 mort)
- Fabio de Vigili † (24 de setembre de 1540 - 1553 mort)
  - Fulvio Giulio della Corgna, O.S.Io.Hier. † (22 de març de 1553 - 1555 renuncià) (administrador apostòlic)
  - Alessandro Farnese † (1555 - 16 de desembre de 1562 renuncià) (administrador apostòlic)
- Fulvio Orsini † (de juny de 1563 - 16 de maig de 1581 mort)[12]
- Pietro Orsini † (16 de maig de 1581 - 5 d'abril de 1591 nomenat bisbe d'Aversa)
- Paolo Sanvitale † (26 d'abril de 1591 - 10 o 11 de maig de 1600 mort)
- Alfonso Visconti † (10 de setembre de 1601 - 19 de setembre de 1608 mort)
- Maffeo Barberini † (27 d'octubre de 1608 - 17 de juliol de 1617 renuncià, després elegit papa amb el nom d'Urbà VIII)
- Lorenzo Castrucci † (17 de juliol de 1617 - d'abril de 1655 mort)
- Cesare Facchinetti † (2 d'agost de 1655 - 14 de novembre de 1672 nomenat bisbe de Palestrina)
  - Cesare Facchinetti † (14 de novembre de 1672 - 31 de gener de 1683 mort) (administrador apostòlic)
- Ludovico Sciamanna † (9 d'abril de 1685 - 1688 mort)
- Opizio Pallavicini † (28 de novembre de 1689 - 8 d'agost de 1691 nomenat arquebisbe, a títol personal, d'Osimo)
- Marcello Durazzo † (27 d'agost de 1691 - 7 de febrer de 1695 renuncià)
- Pietro Gaddi † (7 de febrer de 1695 - de setembre de 1710 mort)
- Carlo Giacinto Lascaris, O.P. † (11 de maig de 1711 - 3 de juny de 1726 mort)
- Pietro Carlo Benedetti † (fins a 3 de juny de 1726 - de setembre de 1739 mort)
- Ludovico Ancaiani † (16 de novembre de 1739 - 8 de març de 1743 mort)
- Paolo Bonavisa † (11 de març de 1743 - 21 de juliol de 1759 mort)
- Vincenzo Acqua † (19 de novembre de 1759 - 31 de març de 1772 mort)
- Francesco Maria Locatelli † (1 de juny de 1772 - 13 de febrer de 1811 mort)
  - Sede vacante (1811-1814)
- Francesco Canali † (26 de setembre de 1814 - 28 d'agost de 1820 nomenat bisbe de Tívoli)

### Arquebisbes de Spoleto
- Mario Ancaiani † (27 de juny de 1821 - 24 de febrer de 1827 mort)
- Beat Giovanni Maria Mastai Ferretti † (21 de maig de 1827 - 17 de desembre de 1832 nomenat arquebisbe, a títol personal, d'Imola, després electe Papa amb el nom de Pius IX)
- Ignazio Giovanni Cadolini † (17 de desembre de 1832 - 12 de febrer de 1838 nomenat arquebisbe titular d'Edessa d'Osroene)
- Giovanni Sabbioni † (12 de febrer de 1838 - 26 de setembre de 1852 mort)
- Giovanni Battista Arnaldi † (7 de març de 1853 - 28 de febrer de 1867 mort)
  - Sede vacante (1867-1871)
- Domenico Cavallini Spadoni † (27 d'octubre de 1871 - 6 de febrer de 1879 nomenat arquebisbe titular d'Adana)
- Elvezio Mariano Pagliari † (28 de febrer de 1879 - 5 de febrer de 1900 mort)
- Domenico Serafini, Cong.Subl.O.S.B. † (19 d'abril de 1900 - 2 de març de 1912 nomenat arquebisbe titular de Seleucia Pieria)
- Pietro Pacifici, C.R.S. † (28 d'agost de 1912 - 7 d'abril de 1934 mort)
- Pietro Tagliapietra † (12 de setembre de 1934 - 11 de maig de 1948 mort)
- Raffaele Mario Radossi, O.F.M.Conv. † (7 de juliol de 1948 - 23 de juny de 1967 jubilat)
- Ugo Poletti † (26 de juny de 1967 - 3 de juliol de 1969 nomenat bisbe vicegerent de Roma)
- Giuliano Agresti † (7 de novembre de 1969 - 25 de març de 1973 nomenat arquebisbe de Lucca)
- Ottorino Pietro Alberti † (9 d'agost de 1973 - 30 de setembre de 1986 nomenat arquebisbe de Spoleto-Norcia)

### Bisbes de Norcia
- San Costantino Ursini † (311 - 314)
- Stefano † (inici 495 - fins a 499)
- Primevo ? † (citat el 593)[13]
  - Sede vacante (inicis del segle VII)
- Giovanni † (citat el 680)
- Anònim ? † (citat el 821)
- Ragio ? † (citat el 861)
  - Seu unida a Spoleto (inicis del segle X-1821)
- Gaetano Bonanni † (27 de juny de 1821 - 1843 ? renuncià)
- Letterio Turchi † (3 d'abril de 1843 - 20 de maig de 1850 nomenat bisbe de Città di Castello)
- Raffaele Bacchettoni † (20 de maig de 1850 - 27 de novembre de 1880 renuncià)
- Domenico Bucchi-Accica † (13 de desembre de 1880 - 30 de desembre de 1889 nomenat bisbe d'Orvieto)
- Mariano Cavasci † (23 de juny de 1890 - 18 de març de 1895 renuncià)
- Nicola Ranieri, O.F.M. † (18 de març de 1894 - 24 de juliol de 1904 mort)
- Ercolano Marini † (11 de desembre de 1905 - 2 de juny de 1915 nomenat arquebisbe d'Amalfi)
- Vincenzo Migliorelli † (11 de juliol de 1916 - 10 d'agost de 1927 nomenat bisbe de San Severino)
- Settimio Peroni † (17 de desembre de 1928 - 1 de febrer de 1951 renuncià)
- Ilario Roatta † (27 de març de 1951 - 8 de març de 1960 nomenat bisbe de Sant'Agata dei Goti)
- Alberto Giuseppe Scola † (28 de març de 1960 - 13 de maig de 1972 renuncià)
- Giuliano Agresti † (13 de maig de 1972 - 25 de març de 1973 nomenat arquebisbe de Lucca)
- Ottorino Pietro Alberti † (9 d'agost de 1973 - 30 de setembre de 1986 nomenat arquebisbe de Spoleto-Norcia)

### Arquebisbes de Spoleto-Norcia
- Ottorino Pietro Alberti † (30 de setembre de 1986 - 23 de novembre de 1987 nomenat arquebisbe de Càller)
- Antonio Ambrosanio † (4 de gener de 1988 - 7 de febrer de 1995 mort)
- Riccardo Fontana (16 de desembre de 1995 - 16 de juliol de 2009 nomenat arquebisbe, a títol personal, d'Arezzo-Cortona-Sansepolcro)
- Renato Boccardo, des del 16 de juliol de 2009

## Estadístiques
A finals del 2010, la diòcesi tenia 101.750 batejats sobre una població de 104.215 persones, equivalent 97,6% del total.
| any                           | població | població | població | sacerdots | sacerdots       | sacerdots       | sacerdots             | diaques | religiosos | religiosos | parroquies |
| ----------------------------- | -------- | -------- | -------- | --------- | --------------- | --------------- | --------------------- | ------- | ---------- | ---------- | ---------- |
| any                           | batejats | total    | %        | total     | clergat secular | clergat regular | batejats por sacerdot | diaques | homes      | dones      |            |
| arquebisbat de Spoleto        |          |          |          |           |                 |                 |                       |         |            |            |            |
| 1949                          | 108.900  | 110.000  | 99,0     | 219       | 144             | 75              | 497                   |         | 25         | 391        | 173        |
| 1970                          | 84.118   | 84.138   | 100,0    | 186       | 128             | 58              | 452                   |         | 65         | 364        | 177        |
| 1980                          | 76.310   | 76.530   | 99,7     | 166       | 124             | 42              | 459                   |         | 47         | 370        | 152        |
| bisbat de Norcia              |          |          |          |           |                 |                 |                       |         |            |            |            |
| 1950                          | 28.000   | 28.000   | 100,0    | 96        | 85              | 11              | 291                   |         | 12         | 144        | 102        |
| 1970                          | 21.480   | 21.480   | 100,0    | 149       | 132             | 17              | 144                   |         | 21         | 155        | 101        |
| 1980                          | 14.500   | 15.150   | 95,7     | 65        | 50              | 15              | 223                   |         | 19         | 125        | 100        |
| arquebisbat de Spoleto-Norcia |          |          |          |           |                 |                 |                       |         |            |            |            |
| 1990                          | 92.390   | 92.650   | 99,7     | 173       | 126             | 47              | 534                   | 1       | 63         | 402        | 138        |
| 1999                          | 94.220   | 94.500   | 99,7     | 154       | 111             | 43              | 611                   | 1       | 48         | 372        | 138        |
| 2000                          | 94.220   | 94.500   | 99,7     | 156       | 110             | 46              | 603                   | 1       | 51         | 372        | 137        |
| 2001                          | 94.220   | 94.500   | 99,7     | 155       | 109             | 46              | 607                   | 1       | 62         | 372        | 137        |
| 2002                          | 100.501  | 101.385  | 99,1     | 148       | 102             | 46              | 679                   |         | 70         | 372        | 141        |
| 2003                          | 100.501  | 101.385  | 99,1     | 148       | 104             | 44              | 679                   | 5       | 71         | 349        | 74         |
| 2004                          | 100.562  | 101.472  | 99,1     | 148       | 97              | 51              | 679                   | 6       | 78         | 328        | 74         |
| 2010                          | 101.750  | 104.215  | 97,6     | 141       | 83              | 58              | 721                   | 5       | 73         | 293        | 76         |

### Per la seu de Spoleto
- Francesco Lanzoni, Le diocesi d'Italia dalle origini al principio del secolo VII (an. 604), vol. I, Faenza 1927, pp. 436–446 (italià)
- Giuseppe Cappelletti, Le Chiese d'Italia della loro origine sino ai nostri giorni, vol. IV, Venècia 1846, pp. 327–385 (italià)
- Pius Bonifacius Gams, Series episcoporum Ecclesiae Catholicae, Leipzig 1931, pp. 727–729 (llatí)
- Konrad Eubel, Hierarchia Catholica Medii Aevi, vol. 1 Arxivat 2019-07-09 a Wayback Machine., p. 461; vol. 2 Arxivat 2018-10-04 a Wayback Machine., p. 241; vol. 3 Arxivat 2019-03-21 a Wayback Machine., p. 303; vol. 4 Arxivat 2018-10-04 a Wayback Machine., p. 321; vol. 5, p. 362; vol. 6, p. 386 (llatí)

### Per la seu de Norcia
- Francesco Lanzoni, Le diocesi d'Italia dalle origini al principio del secolo VII (an. 604), vol. I, Faenza 1927, pp. 358–359 (italià)
- Giuseppe Cappelletti, Le Chiese d'Italia della loro origine sino ai nostri giorni, vol. V, Venècia 1846, pp. 45–69 (italià)
- Pius Bonifacius Gams, Series episcoporum Ecclesiae Catholicae, Leipzig 1931, pp. 710–711(llatí)
- Butlla Ad tuendam, a Bullarii romani continuatio, Tomo XV, Romae 1853, pp. 356–366(llatí)